# Куновскі (марсіанський кратер)
Куновскі — великий кратер у квадранглі Mare Acidalium на Марсі. Метеоритного (ударного) походження. Розташований за координатами 57,1° пн. ш., 9,7° зх. д. Діаметр кратера становить близько 67,4 км, названий в честь німецького астронома Георга Карла Фрідріха Куновскі (1786—1846). Кратер знаходиться на великій плоскій рівнині, його легко можна побачити на картах і зображеннях.

## Галерея

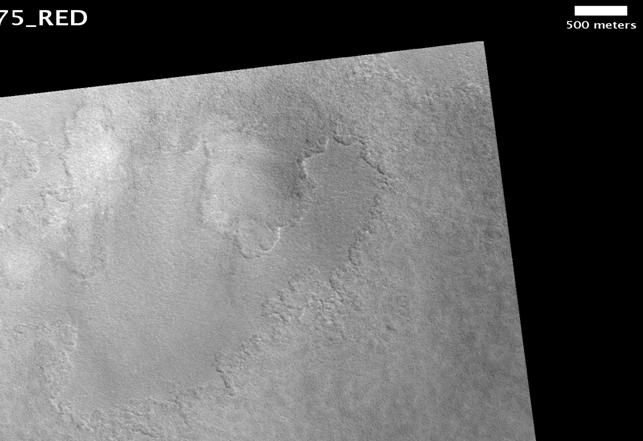
Підніжжя кратера Куновскі, знімок виконано HiRISE.  Довжина лінії справа вгорі відповідає 500 метрам на місцевості
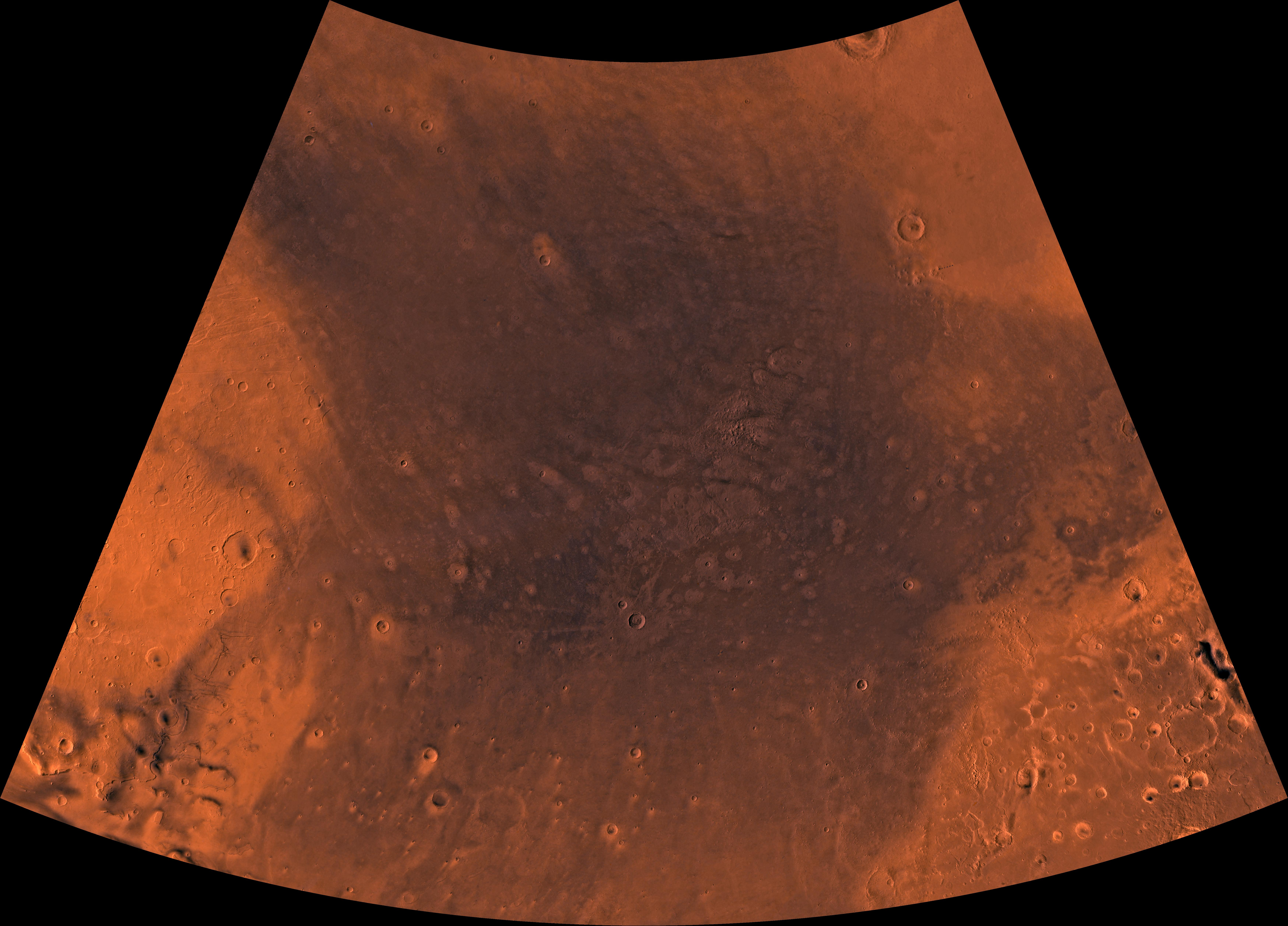
Знімок квадрангла Mare Acidalium (MC-4). На фото чітко видно великі кратери — Ломоносов (вгорі справа, скраю) та кратер Куновскі (вгорі справа). Знамените «обличчя» на Марсі розташоване у місцевості Кідонія (внизу справа)
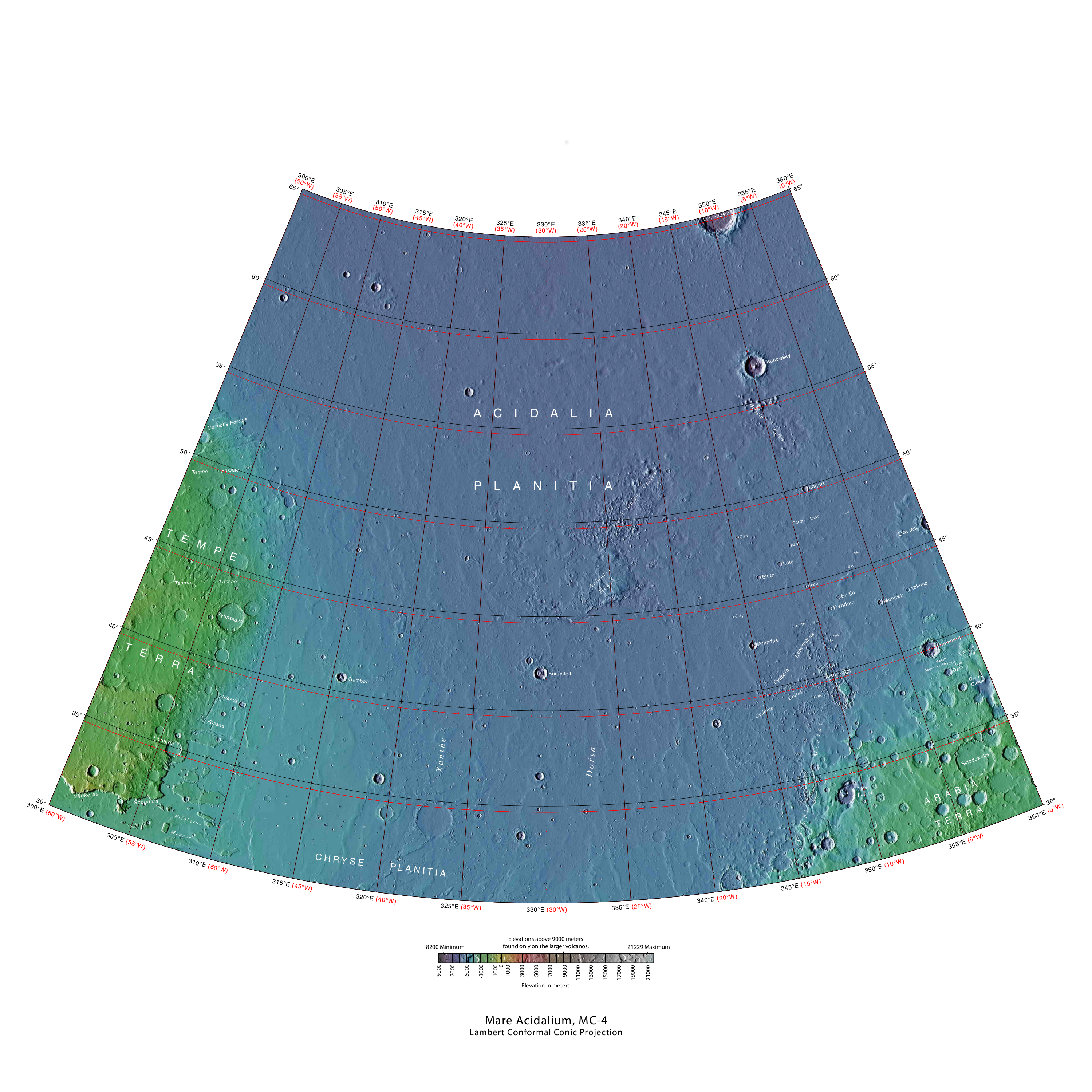
Карта квадрангла Mare Acidalium, створена на основі даних орбітального альтиметра Mars Orbiter Laser Altimeter (MOLA). Червоний відповідає найвищим точкам, а синій — найнижчим
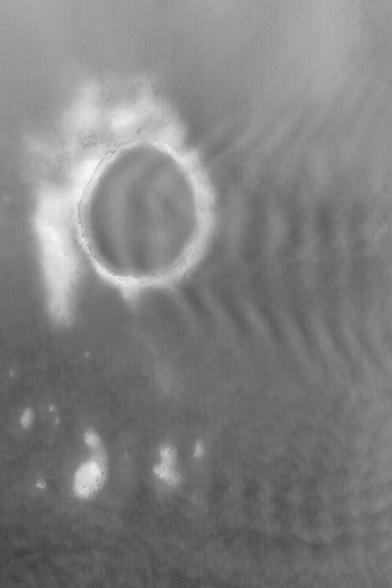
Знімок, зроблений «Марс Глобал Сервейором» в березні 2004 року, кратер Куновскі, оточений сезонним снігом. Вітри, що дмуть із заходу на схід, додали хмарам над ним хвилясту форму.